# Zmieniacz obrazu

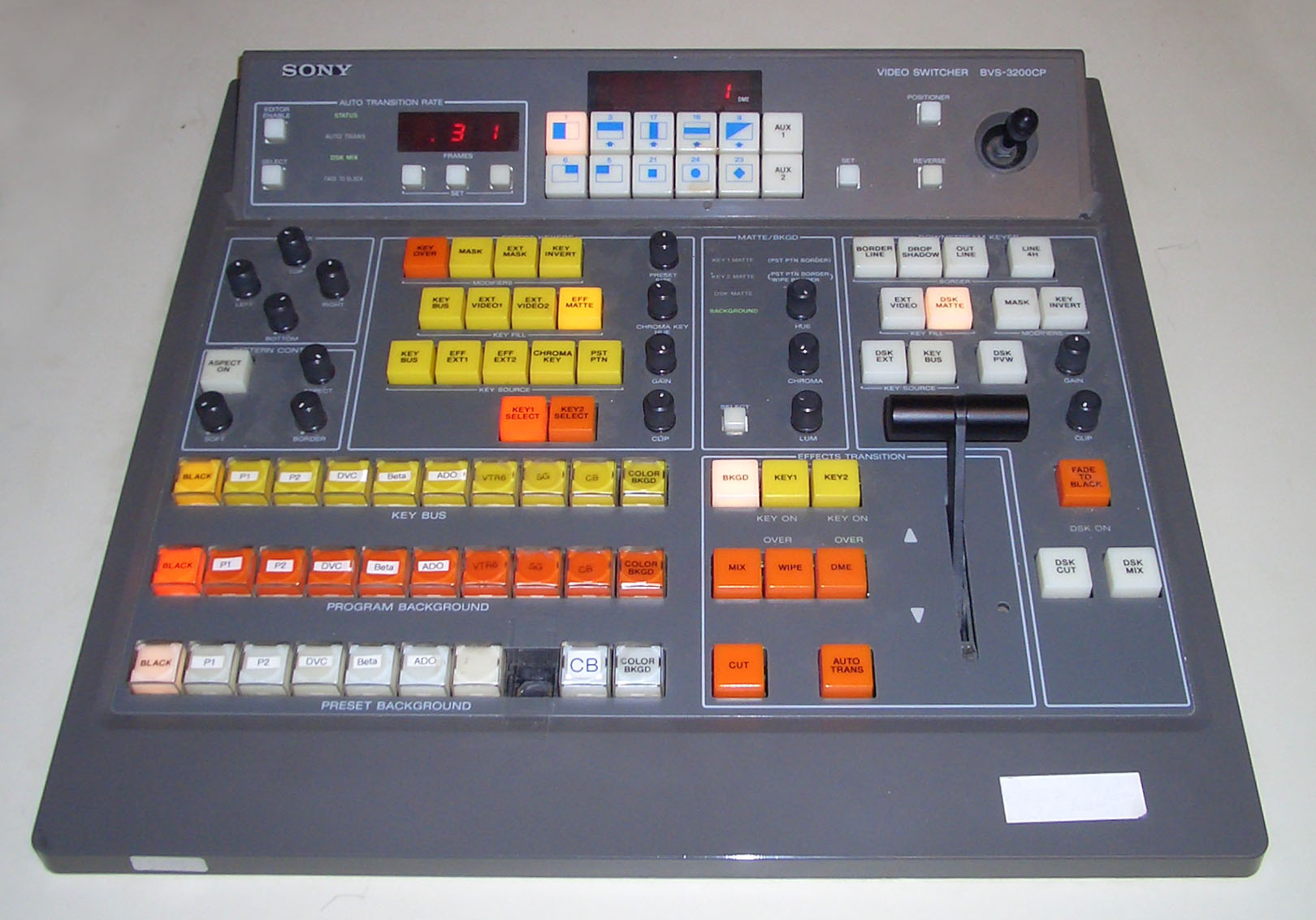
Zmieniacz obrazu firmy Sony

Zmieniacz obrazu, zmieniacz wideo (ang. video switcher) - urządzenie przełączające stosowane systemach CCTV, które pozwala na dołączenie w wybranym momencie czasu sygnał z jednej kamery do wejścia monitora wizji. Przełączenie może być dokonywane ręcznie lub automatycznie w zaprogramowanym czasie, albo też zdalnie za pomocą pilota. Zmieniacze mają zazwyczaj 2, 4, 8, 12, lub 16 wejść oraz 1 lub 2 wyjścia do podłączenia monitora.
Zmieniacz jedynie przełącza sygnały nie ingerując w ich strukturę.